# West Kankakee
West Kankakee es un área no incorporada ubicada en el condado de Kankakee en el estado estadounidense de Illinois.

## Geografía
West Kankakee se encuentra ubicada en las coordenadas 41°7′7″N 87°53′17″O / 41.11861, -87.88806.